# 삼척 삼성헌 고택
삼척 삼성헌 고택(三陟 三省軒 古宅)은 대한민국 강원특별자치도 삼척시 원덕읍에 있는 고택이다. 1985년 1월 17일 강원특별자치도의 유형문화재 제95호로 지정되었다.

## 개요
오래된 소나무 숲이 있는 야산을 뒤로 하고 비교적 평탄한 곳에 자리잡은 이 집은 약 200년 전에 지은 것으로 보인다.
집의 왼쪽에 작은 연못과 대나무 숲이 있고, 오른쪽에는 작은 마당이 있다. 대문을 중심으로 왼쪽에 앞면 5칸·옆면 3칸의 안채가 있으며, 오른쪽에는 앞면 4칸·옆면 3칸 규모의 사랑채가 있다.
안채는 가운데에 마루가 있어 각 방들과 연결하도록 되어있는 겹집의 구조로 특이하다. 부엌에는 2개의 정지방이 있고, 옆면에 아궁이가 있으며 앞쪽으로는 높은 툇마루가 있어 독립된 방의 역할을 하고 있다.
사랑채에는 3개의 방이 있고 그 앞에 툇마루가 설치되어 있으며, 왼쪽으로 아궁이와 외양간이 붙어있다. 안채와 사랑채는 지붕 옆면이 여덟 팔(八)자 모양인 화려한 팔작지붕집이다. 대문간채와 마주보는 곳에 안채와 사랑채를 이어주는 3칸의 건물이 있어 광을 들였으나 본래의 것은 아닌 듯하다.
이 집은 과거에 비하여 매우 퇴락하였지만 중류주택의 형식을 갖춘 옛 집으로 가치가 있으며, 뒷산에 옛 산성의 흔적이 있는 것 또한 매우 특이하다.

## 참고 자료
- 삼척 삼성헌 고택 - 국가유산청 국가유산포털